# Mangifera magnifica
Mangifera magnifica là một loài thực vật thuộc họ Anacardiaceae. Loài này có ở Brunei, Indonesia, Malaysia, và Singapore.